# San Mao, le petit vagabond
San Mao, le petit vagabond (chinois : 三毛流浪记 ; pinyin : sān máo liúlàng jì ; litt. « mémoire du vagabond San Mao »), est un film chinois réalisé par Zhao Ming et Yan Gong et sorti en 1949, adaptation du lianhuanhua du même nom.

## Synopsis
En 1948, à Shangaï, San Mao (trois poils en chinois)  est un jeune orphelin livré à lui-même dans la rue comme de nombreux autre enfants miséreux à l'époque. Pour survivre il doit gagner sa vie en trouvant des petits boulots : ramasser les mégots, vendre des journaux, pousser les cyclo-pousse, mais la malchance semble s'acharner sur lui, rien ne marche vraiment et en plus la pègre locale le taxe sur le peu qu'il récupère. Seule la solidarité entre enfants des rues lui permet de s'en sortir.
Un jour, décidé à en finir avec cette existence sans espoir, il décide de vendre ce qui lui reste en dernier, sa propre personne. Il est ainsi acheté comme une poupée par un couple riche mais sans enfant. Ces bourgeois occidentalisés lui semble plutôt ridicules et sans cœur, ils changent son nom et veulent le transformer en curiosité de salon. Cependant, San Mao ne se sent pas à l'aise dans cette situation qui l'humilie et choisit de s'enfuir pour retrouver la bande des gamins des rues.

## Fiche technique
- Noir et blanc
- Durée : 115 minutes

## Distribution
- Wang Longji
- Guan Hongda
- Lin Zhen

## Contexte historique du film
Le personnage de San Mao (trois poils) est repris d'un héros de bande dessinée populaire (manhua) chinois créé par Zhang Leping en 1935 : Sanmao. Une déclinaison en dessin animé est aussi réalisée.
Le film long métrage est entrepris par des cinéastes issus de l'école de Shanghaî juste avant la proclamation de la République Populaire, il dresse un constat très proche de la réalité de la condition des enfants livrés à eux-mêmes et exploités, très nombreux à cette époque dans les villes chinoises. Le film est présenté hors-compétition au Festival de Cannes en 1949, mais les nouvelles autorités chinoise ont fait modifier la fin du film, suggérant que le petit vagabond va trouver la fin de ses misères dans l'engagement auprès des groupes d'enfants du parti communiste. La première version du film est désormais impossible à trouver.
Le film est distribué en France en VHS sous-titrée en français en 1995 par Les Films de l'Atalantes et Axan films.